# Kate Garbers
 (juillet 2024).
Kate Garbers (née en 1981) est la fondatrice et l'ancienne directrice générale, de l'organisation anti-esclavagiste et caritative basée à Bristol, au Royaume-Uni, Unseen . Elle développe des projets d’accompagnement pour les survivants de l’esclavage, et assiste et conseille les survivants. Elle travaille également avec les forces de l'ordre et les gouvernements sur la manière de lutter contre la traite, notamment en contribuant à la création de la loi sur l'esclavage moderne de 2015 et à la révision du mécanisme national de référence.

## Carrière
Garbers devient militante après avoir travaillé avec des enfants dans un orphelinat ukrainien.
Garbers s'associe avec Andrew Wallis, un militant anti-traite, pour créer Unseen en Angleterre en novembre 2008, et par la suite a ouvert le premier refuge du sud-ouest de l'Angleterre pour les femmes victimes de traite à Bristol.
La campagne "Let's Nail It" d'Unseen est soutenue par le député de Bristol Est, Kerry McCarthy, et le député de Bristol Nord-Ouest, Darren Jones. En plus de faire campagne contre l'exploitation des employés travaillant dans les bars à ongles, Garbers met en lumière l'exploitation des travailleurs dans les installations de lavage de voitures, notamment en 2016 lorsque le personnel de Garbers et d'Unseen a participé à des visites avec 50 ressources policières dans 24 des sites commerciaux du Devon et des Cornouailles dans le cadre d'une opération multi-agences regroupant cinq forces de l'ordre et dirigée par la National Crime Agency, sur une éventuelle exploitation.
En 2018, Garbers a pris la parole lors de la conférence TEDx Exeter sur l'esclavage moderne.

## Les récompenses
En 2012, Garbers a reçu le prix de citoyenneté de la Fondation McWhirter. En 2015, l'entreprise Unseen a reçu le Charity Times Award pour la meilleure organisation caritative de moins d'un million de livres sterling. En 2017, Garbers a reçu l'Influencer Award, un prix national britannique pour son travail de lutte contre la traite des êtres humains, notamment sa contribution au Modern Slavery Act 2015 et à la National Referral Mechanism Review.
Lors de la Journée internationale de la femme en mars 2018, Amnesty International a reconnu Garbers comme l'une des six « femmes ordinaires qui changent le monde » en faisant campagne contre les injustices modernes. Elle a également été désignée comme l'une des 100 femmes les plus influentes de l'ouest de l'Angleterre pour son travail dans la lutte contre l'esclavage moderne aux niveaux local, national et international.